# ARO (New York City)
ARO (auch 242 West 53rd Street) ist ein knapp 225 Meter hoher Wolkenkratzer in Manhattan in New York City. Der Wohnturm erhielt durch sein Design mehrere Architekturpreise.

## Beschreibung
Der auch als Roseland Tower und unter seiner Adresse 242 West 53rd Street bekannte Wolkenkratzer befindet sich an der West 53rd Street zwischen Broadway und Eighth Avenue im „Theater District“ im Stadtteil Hell’s Kitchen (Midtown West). Die nächstgelegenen Stationen der New York City Subway sind unweit die 7 Avenue Station (Linien ) und die 50 Street Station (Linien ).
Der Wohnturm ARO hat bei einer Höhe von 224,8 Meter (738 Fuß) 56 Etagen und beherbergt 426 luxuriös ausgestattete Wohnungen. Das Gebäude bietet seinen Bewohnern drei Lounges, ein Hallenbad, Spieltische, Golfsimulator, Basketballplatz, Fitnesscenter, Yoga-Studio, Landschaftsterrassen sowie eine Dachterrasse mit Dachpool und „ARO Sky Club“-Lounge.
Die ersten Pläne für den Wohnturm wurden 2013 vorgestellt. Bevor der Bau im Jahr 2015 beginnen konnte, musste zunächst das bekannte „Roseland Ballroom“ vollständig abgerissen werden. Lady Gaga war dort die letzte auftretende Künstlerin, bevor das Ballhaus offiziell am 7. April 2014 geschlossen wurde. Das anfangs als Roseland Tower genannte Bauwerk wurde 2018 unter dem neuen offiziellen Namen ARO fertiggestellt.
ARO hat wegen seiner außergewöhnlichen eleganten Architektur bereits mehrere Designpreise erhalten, darunter den „American Architecture Prize“ (2017), den „Architecture Podium International Award“ (2017) und den „SARA National Award“ (2015).

## Ansichten

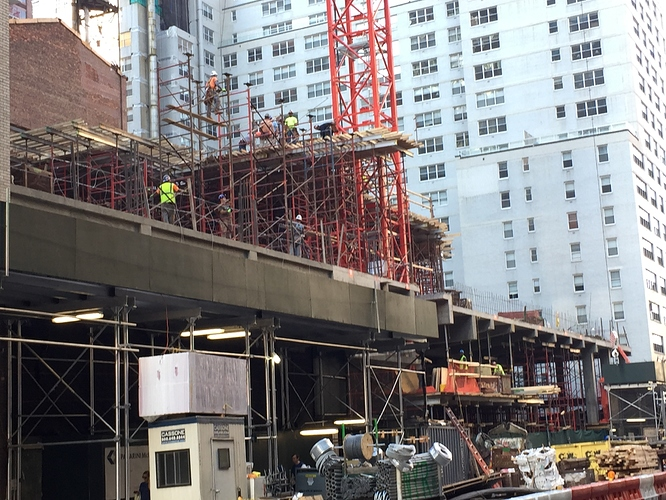
Der Baufortschritt am 17. Oktober 2016
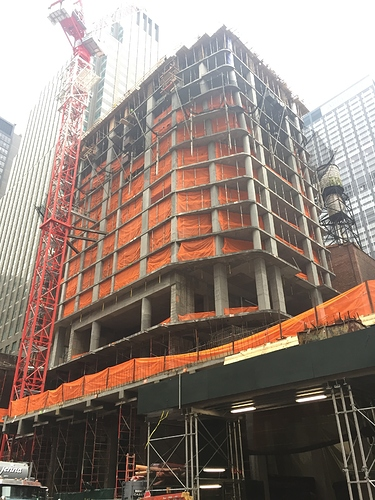
Der Turm am 7. Dezember 2016
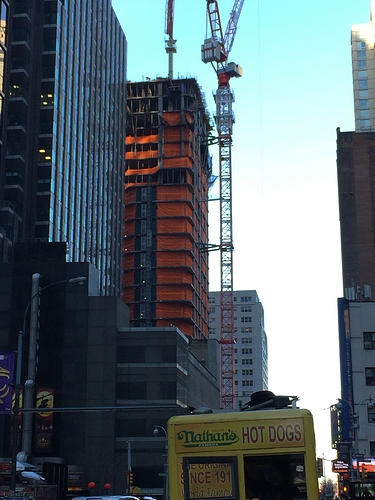
ARO am 11. Januar 2017
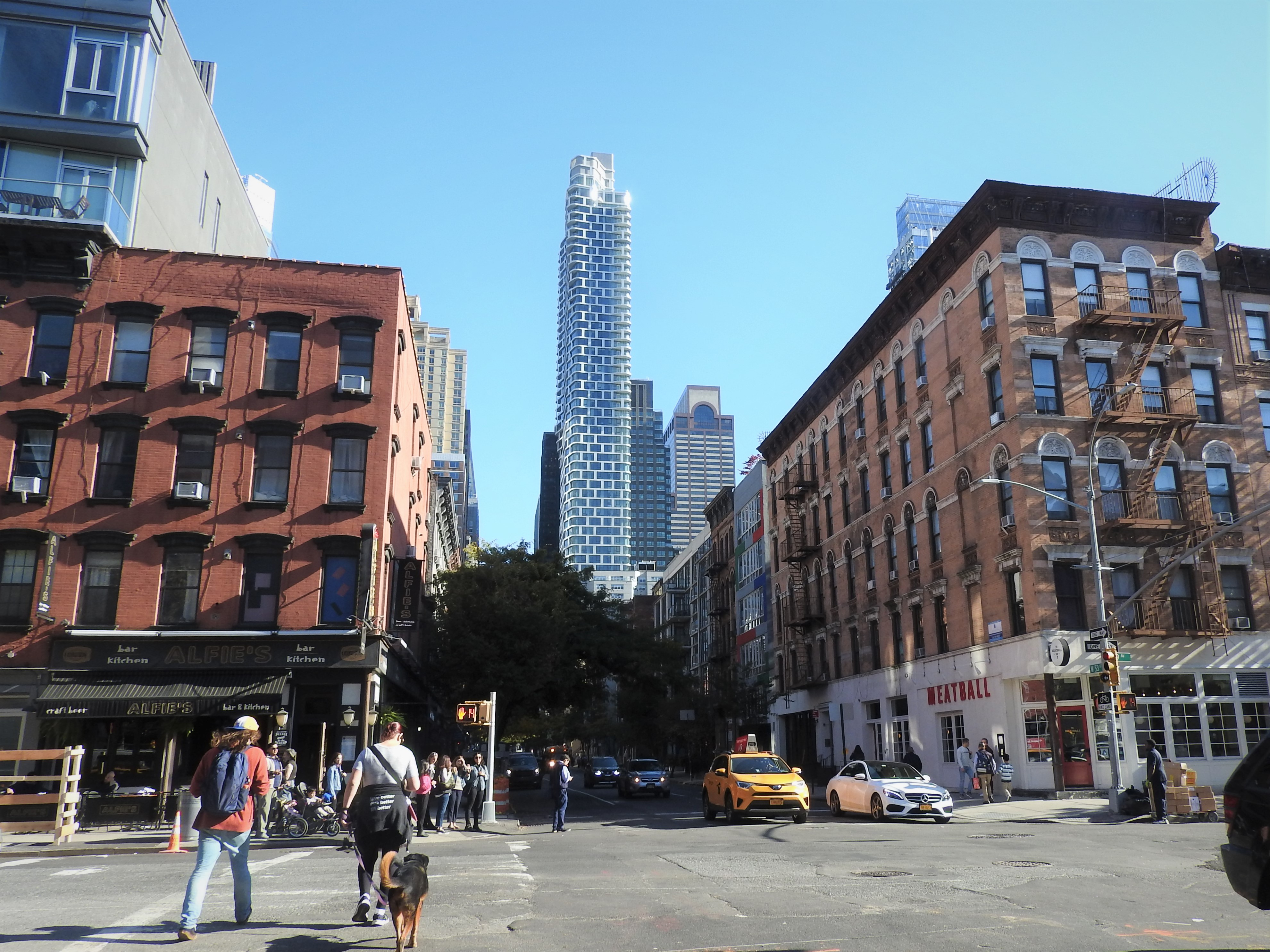
Blick zum ARO am 24. Oktober 2019
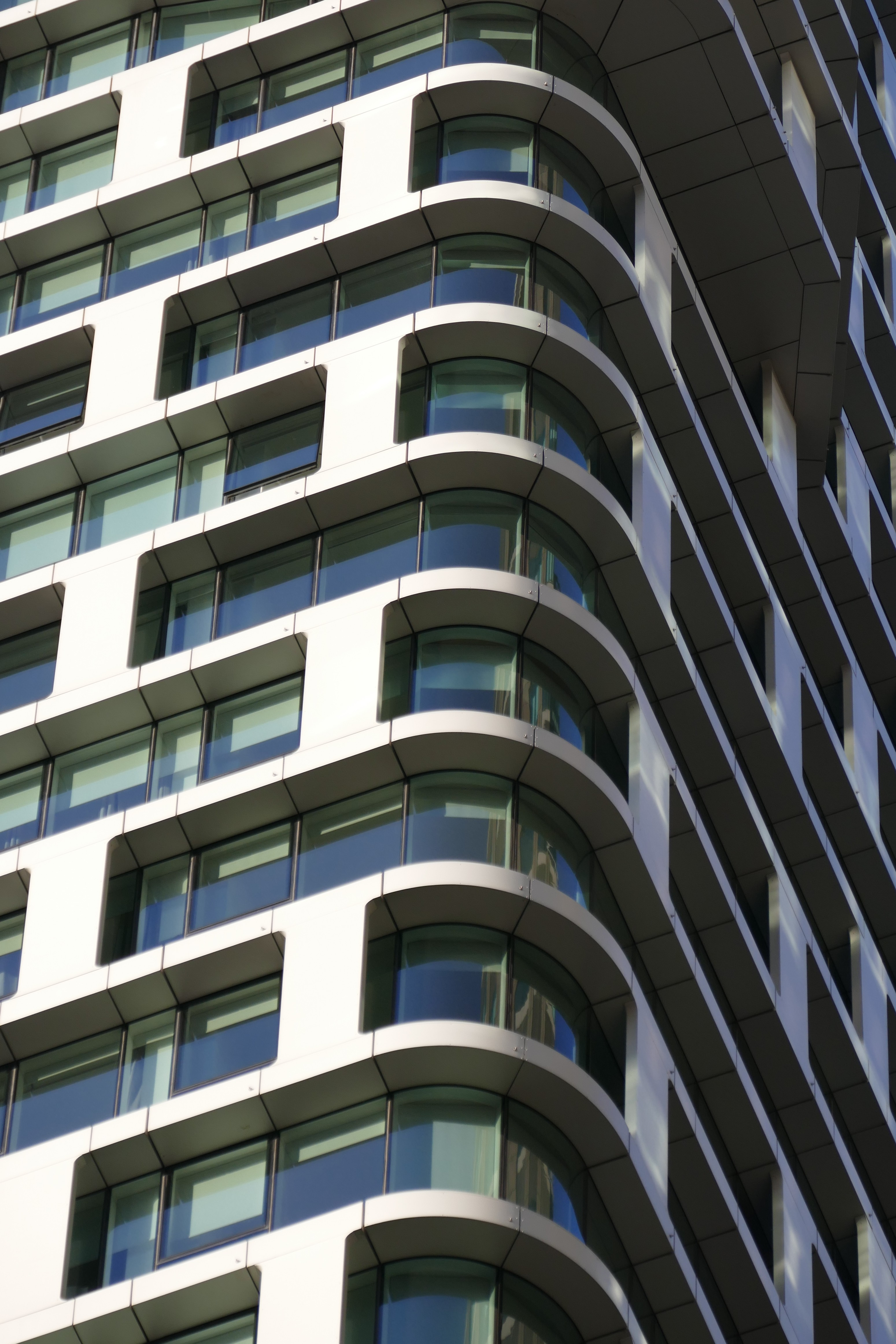
Nahaufnahme der Fassade; März 2025